# Cornisa (espeleología)

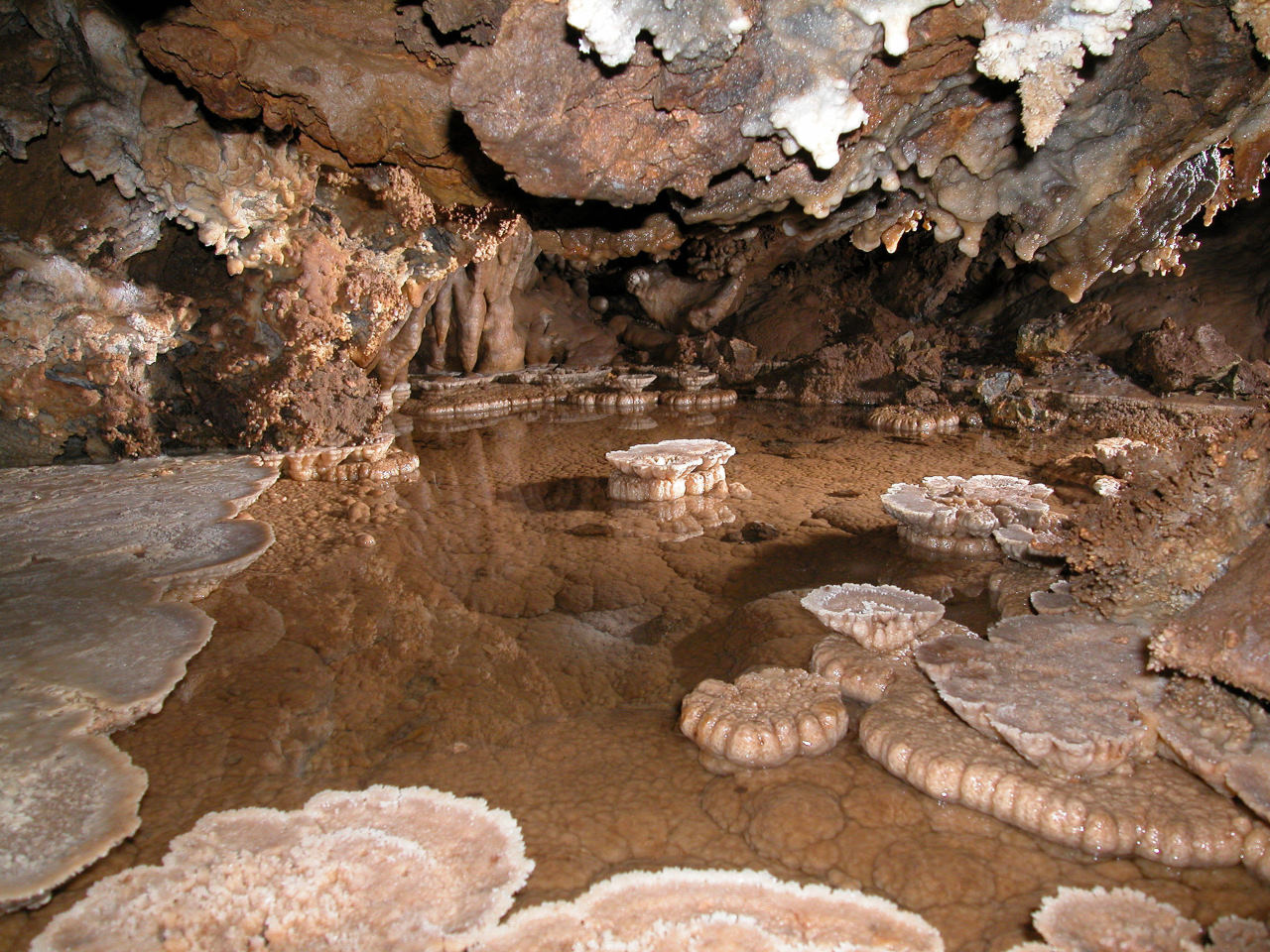
Repisas de piedra formadas en un lago.

En espeleología, una cornisa o repisa de piedra es un espeleotema que crece en los bordes de elementos que tocan la superficie de un lago: coladas, estalagmitas, columnas, etc. Pueden llegar a alcanzar un grosor de algunas decenas de centímetros, o simplemente unos milímetros. Su formación depende de un nivel mantenido y de un punto de acrección, como puede ser calcita flotante que se adhiere al borde del lago o a las paredes de algún espeleotema sumergido en parte. Pueden valer para identificar antiguos niveles freáticos.
Es una forma secundaria kástica.